# 費立
費 立（ひ りつ、? - 永嘉6年（312年））は、西晋の政治家。字は建熙。本貫は益州犍為郡南安県。

## 生涯
『華陽国志』後賢志に事績が詳述される。巴西太守の費揖を父に持ち、人柄は寡黙で、学問を奥深く身に着けていた。西の州の名士でありながら、郷里で非難を浴びて十余年に渡り登用されていなかったが、何攀の弁護によって疑いが晴れ、仕官が叶った。孝廉に察挙され、王国の中尉となった。王は年少で、軽々しく遊び回ることを好んだが、費立は常に顔色を正して王を匡諫した。
のち成都県令に移った。この県は治め難いことで知られていたが、費立はこれに臨んで突出した治績を上げた。その公明正大な性格によって、州大中正に就任した。また巴西太守にも任じられたが、この官には就かなかった。梁州・益州・寧州の都督を歴任し、また尚書を兼任した。皇帝が長安に行幸すると、他の大臣と共に洛陽で留守を守り、員外散騎常侍を加官され、関内侯に封じられた。
三州の人物の品格を褒貶するに当たっては常に正しきに準じ、自身と親しいかどうかなどは考慮しなかったので、彼を畏敬しない者はなかった。一方でねじ曲がった者の多くはその規則正しさを憎んだ。
朝廷が費立を荊州に派遣しようとした矢先の永嘉6年（312年）、胡の侵略により、費立は自身の子と共に戦没した。
後賢志の記述との前後関係は不明だが、『華陽国志』大同志では永康元年（300年）、趙廞が益州で独立を画策し、人士を招聘した際に「成都令の費立を軍祭酒とした」という記述がある。
また『華陽国志』の記述とは異なり、『三国志』費詩伝の注に引く『蜀世譜』は、費立の父を蜀漢の費詩とする。費詩以降、益州の費氏で名声・位階を得た者の多くは彼の子孫だったという。